# Ameerega berohoka
Espèce
Ameerega berohoka est une espèce d'amphibiens de la famille des Dendrobatidae.

## Répartition
Cette espèce est endémique du Goiás au Brésil. Elle se rencontre au Cerrado dans le bassin du rio Araguaia.

## Publication originale
- Silva & Maciel, 2011 : A new cryptic species of Ameerega (Anura: Dendrobatidae) from Brazilian Cerrado. Zootaxa, no 2826, p. 57–68.